# Владимир Руменов
Владимир Иванов Руменов е български военен лекар, генерал, политик, общественик и революционер, деец на Вътрешната македоно-одринска революционна организация.

## Биография
Роден е като Наум (Нуне) Иванов Мушевски през 1870 година в град Крушево, тогава в Османската империя. Руменов е 12-и син на Иван (Йован) Мушевски и Румена Мушевска, сестра на Стоян и Константин Везенкови, от която и идва фамилното име Руменов. Завършва Класическата гимназия в София в 1886 година. Завършва Духовната семинария в Киев в 1890 година и започва да учи медицина в Московския университет. В Москва възприема народнически идеи, членува в известния кръжок „Ляпинка“, арестуван е за революционна дейност и заточен в Иркутск. Освободен е в 1896 година, благодарение на застъпничеството на негови професори в университета и близки, и полага изпитите по медицина на Новорусийския университет в Одеса и се връща в България.
Княжеството вече е възприело политика на изпращане на лекари в Македония като противодействие на чуждите пропаганди. В 1897 година Руменов полага държавен изпит в София, а на следната 1898 година, подпомогнат от Екзархията, и в Цариград и получава правото да практикува свободно лекарска практика в пределите на османската държава. Командирован е от Министерство на войната в Скопие, където е лекар в девическото и педагогическото училище от 1898 до 1900 година. В тях той преподава и популярна медицина. Руменов полага усилия за поддържане на сградите на училищата и на хигиената в тях. Удвоява разходите за храна в пансионите, тъй като констатира много случаи на анемия сред учениците.
Същевременно Руменов е член на Скопския окръжен комитет на ВМОРО. Заподозрян е от турската власт заради революционната си дейност и емигрира в София, където постъпва на служба в Българската армия като военен лекар. Руменов продължава да участва в дейността на Вътрешната организация и поддържа връзки с Гоце Делчев, Христо Татарчев, Тодор Александров и други нейни лидери, като участва в подготовката на въстание. През есента на 1902 година организира събиране на помощи за бежанците от Горноджумайското въстание. Напуска Скопие на 1 май 1900 година и на негово място като лекар е назначен Никола Герасимов.
През 1903 година, според журналиста Борис Николов, Владимир Руменов влиза в Задграничното представителство на ВМОРО заедно със Спас Мартинов. На 5 август 1903 година по инициатива на Александър Протогеров в София 14 бежански македонски братства основават Върховна (Обща) емигрантска комисия с председател Александър Протогеров, подпредседател Лазар Иванов Лазаров от Разложкото братство, секретари Евтим Спространов и Георги Разлогов и съветник Владимир Руменов, на мястото на разпуснатия през януари Върховен комитет. По време на Илинденско-Преображенското въстание Владимир Руменов завежда пункта на ВМОРО в Гюешево.
След Младотурската революция се завръща в Османската империя и участва активно в дейността на създадената българска партия Съюз на българските конституционни клубове. На Учредителния конгрес на организацията (7 – 13 септември 1908 г.) е избран за подпредседател на Централното ѝ бюро, а на Втория конгрес (20 – 26 август 1909 г.) за член на Централното бюро.
По време на войните за национално обединение (1912 – 1918) е военен лекар, санитарен полковник, в Българската армия. За бойни отличия и заслуги във войната е награден с ордени „Свети Александър“ IV и III степен. В 1920 година минава в запаса с чин генерал.
През 1920 година учреждава тайната организация Македонска дружба и става неин ръководител. Негови заместници са Евтим Спространов и Христо Михайлов. След това участва в дейността на македонските братства в България и се установява трайно в Стара Загора. Участва и в създаването на Медицинския факултет. Председател е на Върховния медицински съвет. Главен лекар на диспансера при Софийското дружество за борба с туберкулозата. Избран е за народен представител в XXI ОНС. Член-учредител е на Македонския научен институт.
През 1925 година Руменов е ранен в организирания от комунистите атентат в църквата „Света Неделя“.
Избран е отново на изборите на 29 май 1927 година за депутат в XXII обикновено народно събрание (1927 - 1931) с общогражданската листа на Радикалната партия от Петричка избирателна околия. На 17 юли 1927 година народните представители от Горноджумайска, Неврокопска и Петричка околия в частно заседание се обособяват в отделна парламентарна група с председател д-р Иван Каранджулов и секретар Ангел Узунов, запасен член на Задграничното представителство на ВМРО.
Умира в София през 1939 година.
Автор е на „Туберкулозата в България и борбата с нея“ (1922), „Основи на физическото възпитание на младежта“ (1926), „Работническите диспансери“ (1927), „Борба против туберкулозата у децата“ (1937).
Със съпругата си Люба Кюпева имат син Иван, роден в 1914 година в Стара Загора, също става лекар.
Руменов осиновява сина на рано починалия си брат Васил Руменов, който също носи името Васил (1894 – 1974). Още 18-годишен като ученик в IV клас той участва като доброволец в Македоно-одринското опълчение и служи във 2 рота на 9 велешка дружина. По-късно участва в Първата световна война. Васил Руменов е един от първите търговци в България, който внася земеделски машини от Унгария и Германия. Рисува сполучливи картини. Негов личен архивен фонд се съхранява в Държавна агенция „Архиви“.

## Родословие
|  |  |  |  |  |  |  |  |  |  |  |  |  |  |  |  | Йован Мушевски (1820 – 1900) | Йован Мушевски (1820 – 1900) | Йован Мушевски (1820 – 1900) | Йован Мушевски (1820 – 1900) | Йован Мушевски (1820 – 1900)   | Йован Мушевски (1820 – 1900)   |                                |                                | Румена Везенкова (1825 – 1881) | Румена Везенкова (1825 – 1881) | Румена Везенкова (1825 – 1881) | Румена Везенкова (1825 – 1881) | Румена Везенкова (1825 – 1881) | Румена Везенкова (1825 – 1881) |                           |                           |                           |                           |  |  |
|  |  |  |  |  |  |  |  |  |  |  |  |  |  |  |  | Йован Мушевски (1820 – 1900) | Йован Мушевски (1820 – 1900) | Йован Мушевски (1820 – 1900) | Йован Мушевски (1820 – 1900) | Йован Мушевски (1820 – 1900)   | Йован Мушевски (1820 – 1900)   |                                |                                | Румена Везенкова (1825 – 1881) | Румена Везенкова (1825 – 1881) | Румена Везенкова (1825 – 1881) | Румена Везенкова (1825 – 1881) | Румена Везенкова (1825 – 1881) | Румена Везенкова (1825 – 1881) |                           |                           |                           |                           |  |  |
|  |  |  |  |  |  |  |  |  |  |  |  |  |  |  |  |                              |                              |                              |                              |                                |                                |                                |                                |                                |                                |                                |                                |                                |                                |                           |                           |                           |                           |  |  |
|  |  |  |  |  |  |  |  |  |  |  |  |  |  |  |  |                              |                              |                              |                              | Владимир Руменов (1870 – 1839) | Владимир Руменов (1870 – 1839) | Владимир Руменов (1870 – 1839) | Владимир Руменов (1870 – 1839) | Владимир Руменов (1870 – 1839) | Владимир Руменов (1870 – 1839) |                                |                                | Люба Кюпева (1878 – 1853)      | Люба Кюпева (1878 – 1853)      | Люба Кюпева (1878 – 1853) | Люба Кюпева (1878 – 1853) | Люба Кюпева (1878 – 1853) | Люба Кюпева (1878 – 1853) |  |  |
|  |  |  |  |  |  |  |  |  |  |  |  |  |  |  |  |                              |                              |                              |                              | Владимир Руменов (1870 – 1839) | Владимир Руменов (1870 – 1839) | Владимир Руменов (1870 – 1839) | Владимир Руменов (1870 – 1839) | Владимир Руменов (1870 – 1839) | Владимир Руменов (1870 – 1839) |                                |                                | Люба Кюпева (1878 – 1853)      | Люба Кюпева (1878 – 1853)      | Люба Кюпева (1878 – 1853) | Люба Кюпева (1878 – 1853) | Люба Кюпева (1878 – 1853) | Люба Кюпева (1878 – 1853) |  |  |
|  |  |  |  |  |  |  |  |  |  |  |  |  |  |  |  |                              |                              |                              |                              |                                |                                |                                |                                |                                |                                |                                |                                |                                |                                |                           |                           |                           |                           |  |  |
|  |  |  |  |  |  |  |  |  |  |  |  |  |  |  |  |                              |                              |                              |                              |                                |                                |                                |                                | Иван Руменов (1914 – 1994)     |                                |                                |                                |                                |                                |                           |                           |                           |                           |  |  |